# Jadowskie Stowarzyszenie Historyczne
Jadowskie Stowarzyszenie Historyczne – istniejąca od czerwca 2020 roku organizacja społeczna zrzeszająca pasjonatów historii z Jadowa oraz najbliższych okolic. Głównym celem stowarzyszenia jest badanie i promocja historii miejscowości, a także podnoszenie wśród społeczności lokalnej, ogólnopolskiej i międzynarodowej wiedzy o jej przeszłości, budowanie tożsamości z małą ojczyzną oraz działanie na rzecz budowania lepszej przyszłości społeczności i rozwoju gminy Jadów. Stowarzyszenie posiada status społecznego opiekuna zabytków. 
Członkowie stowarzyszenia:
- otworzyli i prowadzą Muzeum Regionu Jadów (wyróżnione przez Narodowe Centrum Kultury w konkursie „Odkryj swój skarb”[3])

- wzięli w opiekę zapomniany XIX-wieczny ewangelicki cmentarz szkockich osadników w Jadowie (dzięki działalności stowarzyszenia cmentarz został oczyszczony i udostępniony do odwiedzania, odnaleziono zaginione nagrobki, przy których przeprowadzono prace konserwatorskie i restauratorskie, zidentyfikowane zostały granice cmentarza i został on wpisany do rejestru zabytków)

- organizują cyklicznie Dzień Szkocki w Jadowie[4][5] pod patronatem Ambasady Wielkiej Brytanii w Warszawie (za co stowarzyszenie otrzymało nagrodę w ramach akcji Masz Głos Fundacji im. Stefana Batorego[6][7]) i budują relacje polsko-szkockie. Stowarzyszenie otrzymało w 2024 roku nagrodę Scotland in Poland: Excellence in Promoting Scottish Culture, Business, Education, and Heritage Award 2024[8].

- w ramach działań detektorystycznych na terenie Jadowa odnaleźli XIV-wieczny skarb krzyżacki – największe tego typu znalezisko na Mazowszu[9]

- organizują eventy aktywizujące mieszkańców gminy oraz turystów (Noc Muzeów[10], seanse kina plenerowego[11], pikniki rodzinne[12][13])

- nawiązali współpracę z osobami i instytucjami z Polski i zagranicy (m.in. Niemiec[14], Izraela[15], Wielkiej Brytanii[16])